# Tim Lee Hall

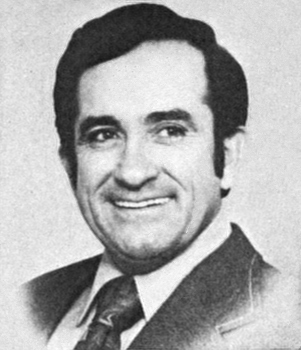
Tim Lee Hall (1975)

Tim Lee Hall (* 11. Juni 1925 in West Frankfort, Franklin County, Illinois; † 12. November 2008 in La Grange, Illinois) war ein US-amerikanischer Politiker. Zwischen 1975 und 1977 vertrat er den Bundesstaat Illinois im US-Repräsentantenhaus.

## Werdegang
Tim Hall besuchte die öffentlichen Schulen seiner Heimat. Während des Zweiten Weltkrieges war er in den Jahren 1943 bis 1946 Mitglied der Reserve der US-Küstenwache. Danach absolvierte er im Jahr 1951 das Iowa Wesleyan College in Mount Pleasant. Daran schlossen sich weitere Studiengänge an der Southern Illinois University Carbondale und dann bis 1965 an der Valparaiso University in Indiana an. Danach arbeitete er 14 Jahre lang als Lehrer. Gleichzeitig schlug er als Mitglied der Demokratischen Partei eine politische Laufbahn ein.
Bei den Kongresswahlen des Jahres 1974 wurde Hall im 15. Wahlbezirk von Illinois in das US-Repräsentantenhaus in Washington, D.C. gewählt, wo er am 3. Januar 1975 die Nachfolge des Republikaners Leslie C. Arends antrat. Da er im Jahr 1976 nicht bestätigt wurde, konnte er bis zum 3. Januar 1977 nur eine Legislaturperiode im Kongress absolvieren. 1978 bewarb Hall sich erfolglos um die Rückkehr in den Kongress. Von 1977 bis 1983 arbeitete er für den Secretary of State von Illinois. Danach war er als Lehrer und Schulrat in Dwight wieder im Schuldienst tätig. Im Jahr 1990 strebte er erfolglos die Nominierung seiner Partei für die Kongresswahlen an. Er starb am 12. November 2008 in La Grange.